# Distrito de Pachas

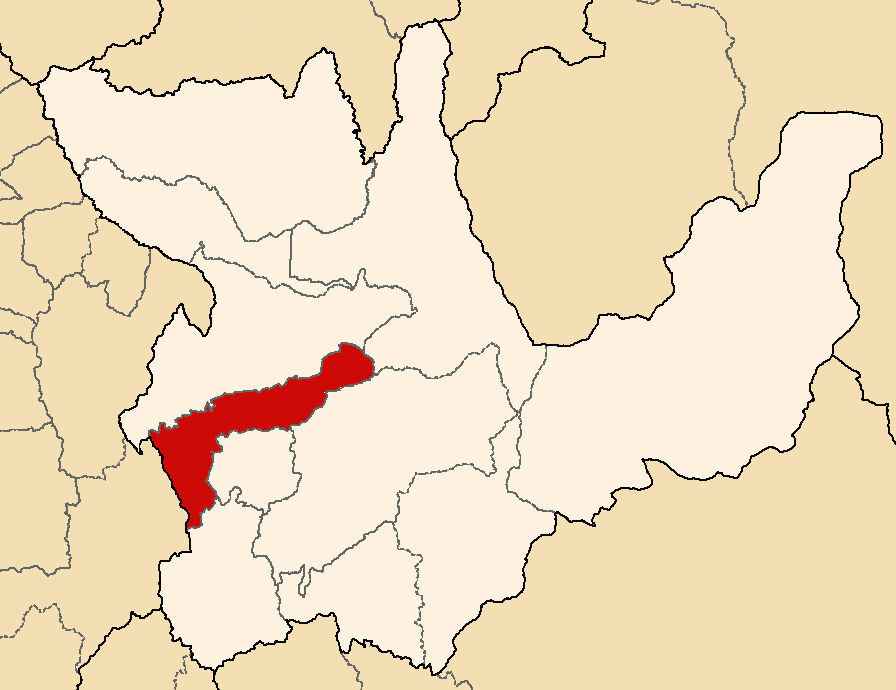
Distrito de Pachas

El distrito de Pachas (nombre que proviene del vocablo Paccha que significa "chorro de agua", es uno de los 9 distritos de la provincia de Dos de Mayo, que se encuentra en el departamento de Huánuco; bajo la administración del Gobierno regional de Huánuco, en la zona central del Perú.
Desde el punto de vista jerárquico de la Iglesia católica forma parte de la diócesis de Huánuco, sufragánea de la arquidiócesis de Huancayo.

## Historia
Distrito de Pachas, creado por la administración dictatorial de Bolívar, con el pueblo de su nombre como capital, el que por ley de 13 de octubre de 1891 fue hecho villa.  

## Geografía
Tiene una extensión de 264,74 km² y a una altitud de 3 452 m s. n. m.

## Población
- Total: 5 393
- Hombres: 2 682
- Mujeres 2 711

## Autoridades

### Municipales
- 2023 - 2026 
  - Alcalde: Arturo Tello Chahua
- 2019 - 2022[3]
  - Alcalde: Carlos Alberto Berrospi Paredes, de Avanza País - Partido de Integración Social.
  - Regidores:

  1. Ángel Sobrado Gómez (Avanza País - Partido de Integración Social)
  2. Gregorio Dionicio Solórzano Vilca (Avanza País - Partido de Integración Social)
  3. Quetma Albornoz Trejo (Avanza País - Partido de Integración Social)
  4. Eladio Ferrer Ramírez (Avanza País - Partido de Integración Social)
  5. David Ezequiel Espinoza Falcón (Acción Popular)

Alcaldes anteriores
- 2015 - 2018: Urbano Ramos Cabrera, del Movimiento Independiente Regional Luchemos por Huanuco.
- 2011 - 2014:[4] Lucio Pajuelo Godoy, del Partido Democrático Somos Perú (SP).[5]
- 2007 - 2010: Wilder Rosalino Gómez Penadillo.

### Policiales
- Comisario:  PNP. Tte coronel: Darwin cerpa espinoza

## Festividades
- 10 de agosto: Los habitantes del Distrito de Pachas celebran en honor al diácono español San Lorenzo Mártir, con tres días de festividad desde el 07 al 11 de agosto, culminando con el conton-Hitay de la danza de los negritos, Danza típica de la ciudad de Huánuco.

## Atractivos turísticos

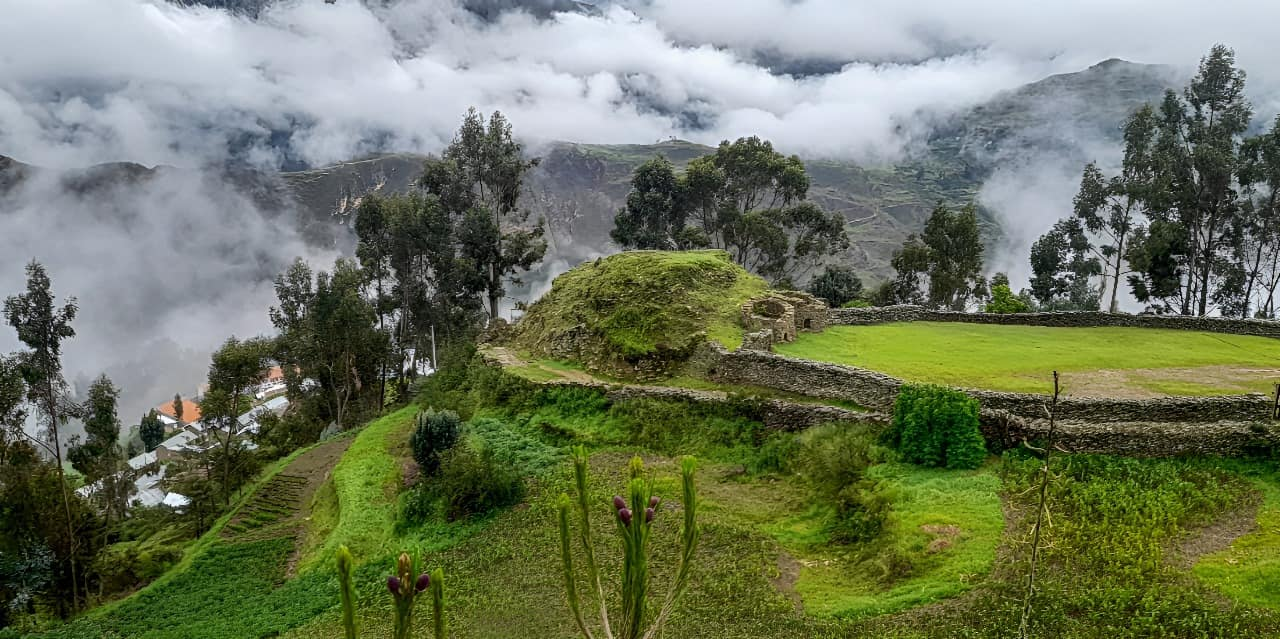
Ruinas de Muchín, Pachas

- Cerro de Cúnyaj; con una distancia de 1 hora caminando y 15 minutos con vehículo; es un lugar de historias, leyendas y mitos; que comparte la misma historia junto con La Princesa Nunash y Pilko Mozo en la ciudad de Huanuco.
- Las ruinas de Núnash, pueblo incaico que fue liderado por La Princesa de Núnash, lugar lleno de misterio y hermosos paisajes.
- Cerro de Garuahuagra, cerro de historias y su alrededor ruinas ubicado en el centro poblado de Pichgas.
- Ruinas de Muchin, ubicada en el centro poblado de Bellavista.
- Monolito Hilario Pillco Huanca ubicada en el centro poblado de Bellavista.

## Centros poblados
1. Acllahuyin.
2. Bellavista.
3. Cruz Pampa.
4. Gollumya.
5. Irma Chico.
6. Pichgas.
7. Quiullapampa.
8. San Lorenzo de Isco.

## Galería
- Wikimedia Commons alberga una categoría multimedia sobre Distrito de Pachas.